# Шабаев, Фаяз Баянович
Фаяз Баянович Шабаев (род. 9 июля 1966, Агрыз, Татарской ССР, СССР, Специальные звания: генерал-майор полиции (2009), Генерал-лейтенант полиции (2011). Образование: Омская высшая школа милиции (1987 г.), высшие академические курсы Академии управления МВД России (2004 г.). Мастерская квалификационная степень — чёрный пояс 1 дан по дзюдо. Участник боевых действий (Контртеррористическая операция в Чеченской республики 2003 г.). Почетное звание «Заслуженный юрист республики Татарстан» (2013 г.).

## Биография
● В 2003—2006 годах — руководитель УВД Казани. Многократно выезжал в командировки для наведения конституционного порядка в Чеченскую Республику в период контртерористической операции на Северном Кавказе. Во время попытки захвата боевиками г. Гудермеса (17 сентября 2001 г.) возглавлял Временный отдел внутренних дел г. Гудермес, совместно с ВВ (внутренними войсками) и приданными СОВ (сводные отряды милиции) отразили нападение и предотвратили захват города.
Фаяз Баянович, самый молодой начальник УВД в истории Казани, трижды в своей карьере досрочно получал очередные специальные звания: майора — за раскрытие преступления в течение 2 дней хладнокровного убийства 4 человек в Казани, подполковника — за особые успехи в раскрытии серии заказных убийств, полковника за умелое руководство боевыми действиями в Чеченской Республики вверенных подразделений и проявленное личное мужество.
● В 2004 году окончил высшие академические курсы Академии управления МВД России.
● С 2006 по 2009 год — заместитель начальника Главного управления МВД России по Дальневосточному федеральному округу по экономической безопасности.
● 19 ноября 2009 года Фаязу Шабаеву присвоено звание генерал-майора полиции. В связи с упразднением должности в 2010 году был переведен начальником Управления Федеральной службы Российской Федерации по контролю за оборотом наркотиков по Чувашской Республике.
● 22 ноября 2010 года — февраль 2017 г. — начальник Управления Федеральной службы Российской Федерации по контролю за оборотом наркотиков по Республике Татарстан.
● 12 декабря 2011 года Шабаеву Ф. Б. присвоено звание генерал-лейтенанта полиции.
● В период с 2012 по 2017 годы являлся президентом Федерации дзюдо Республики Татарстан.
● С февраля 2017 г заместитель по ВЭД АСЦ Авиационное оборудование холдинга Технодинамика.
● С декабря 2018 по декабрь 2019 временный ГД АСЦ, по совместительству зам ГД по ВЭД и ВТС Технодинамика.
● С мая 2019 по декабрь 2019 советник ГД Ростех Химкомпозит по совместительству.

## Награды
- Медаль ордена За заслуги перед Отечеством II степени (2003 г.)[4]
- Орден Почета (2014 г.)[6].
- Медаль За отличную службу по охране общественного порядка (1993 г.)[7]
- Медали За отличие в службе 1,2,3 степеней МВД и ФСКН[8]
- Нагрудный знак За службу России
- Нагрудный знак За верность долгу
- Нагрудный знак За службу на Кавказе
- Нагрудный знак Участнику боевых действий
- Нагрудный знак «Почетный сотрудник МВД РТ» (2006 г.)[9]

## Наградное оружие
Пистолет Макарова (ПМ), приказ МВД России № 1532 от 01.11.2005 г.,
Пистолет Ярыгина (ПЯ), приказ директора ФСКН России № 136-лс от 07.03.2013 г.

## Почетное звание
«Заслуженный юрист республики Татарстан», 2013 г.

## Спортивные достижения
Черный пояс 1 дан по Дзюдо, 2014 г.